# Pieni-Korppi (ö i Norra Karelen)
Pieni-Korppi är en ö i Finland. Den ligger i sjön Pielisjärvi och i sjön Pielisjärvi och i kommunen Lieksa i den ekonomiska regionen  Pielinen-Karelen  och landskapet Norra Karelen, i den sydöstra delen av landet, 400 km nordost om huvudstaden Helsingfors. Öns area är 4,8 hektar och dess största längd är 0,6 kilometer i sydöst-nordvästlig riktning.